# Сердечник (растение)
Серде́чник, или Зубя́нка (лат. Cardámine) — род травянистых растений семейства Капустные (Brassicaceae).
Представители рода распространены по всему Земному шару, за исключением Антарктики.

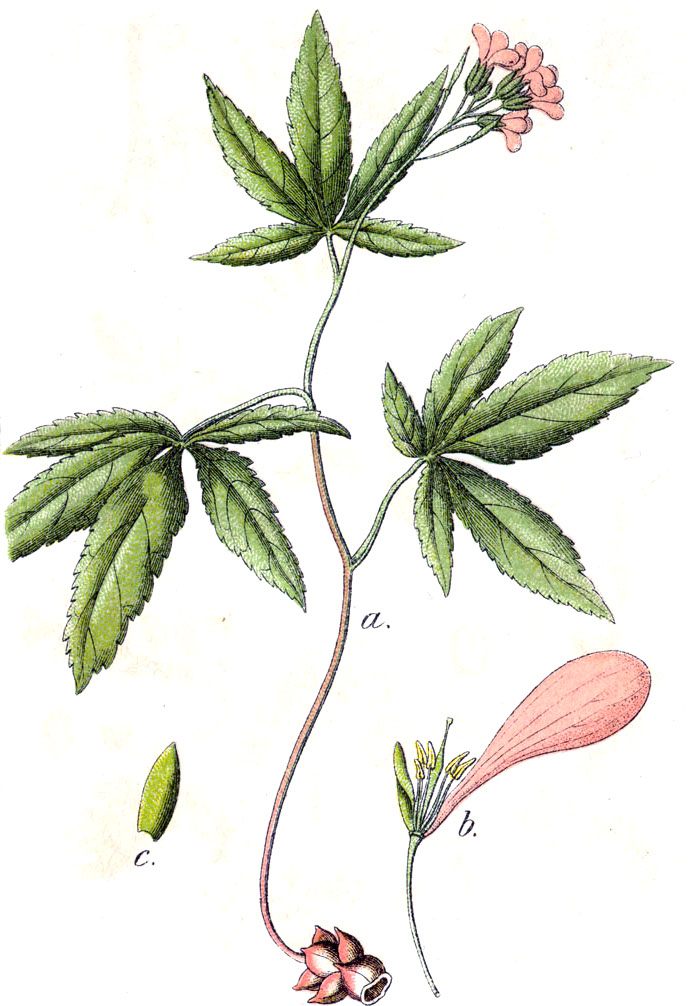
Cardamine sp..

## Описание
Одно-, дву- и многолетние растения высотой до 60 см.
Стебель удлинённый, прямостоячий, ветвящийся.
Листорасположение очерёдное. Листья большей частью перистые, реже цельные, с черешком до 2 см; прилистники маленькие.
Цветёт 10—30 цветками. Чашелистики одинаковые, прямостоячие или отстоящие, длиной около 3 мм; четыре белых венчика длиной 5—8 мм; шесть тычинок расположенных двумя кругами.
Плод — плоский, линейный или линейно-ланцетный, стручок, створки которого при раскрытии закручиваются спиралью. Семена многочисленные, эллиптические или более менее прямоугольные, жёлто-бурые.

## Классификация

### Таксономия[3]
Cardamine L., 1753, Sp. Pl. : 656
Род Сердечник относится к семейству Капустные (Brassicaceae) порядка Капустоцветные (Brassicales). Кладограмма в соответствии с Системой APG IV по состоянию на июнь 2023 года:
|  |                                      |  |                                   |                                   |                     |  | ещё 16 семейств |              |               |                                                             |
|  |                                      |  |                                   |                                   |                     |  |                 |              |               | 253 подтвержденных вида и 55 видов, ожидающих подтверждения |
|  |                                      |  |                                   | порядок Капустоцветные            |                     |  |                 |              | род Сердечник |                                                             |
|  |                                      |  |                                   | порядок Капустоцветные            |                     |  |                 |              | род Сердечник |                                                             |
|  | отдел Цветковые, или Покрытосеменные |  |                                   |                                   | семейство Капустные |  |                 |              |               |                                                             |
|  | отдел Цветковые, или Покрытосеменные |  |                                   |                                   |                     |  |                 |              |               |                                                             |
|  |                                      |  | ещё 63 порядка цветковых растений | ещё 63 порядка цветковых растений |                     |  |                 | ещё 354 рода | ещё 354 рода  |                                                             |
|  |                                      |  |                                   | ещё 63 порядка цветковых растений |                     |  |                 |              | ещё 354 рода  |                                                             |

#### Синонимы
- Dentaria  L.
- Dracamine  Nieuwl.
- Ghinia
- Heterocarpus  Phil.
- Iti  Garnock - Jones & P.N.Johnson
- Loxostemon  Hook.f. & Thomson
- Porphyrocodon  Hook.f.
- Pteroneurum  DC.
- Sphaerotorrhiza  A.P.Khokhr.

### Виды
По современной классификации род включает 253 подтвержденных вида. Некоторые из них:
- Cardamine amara L. — Сердечник горький
- Cardamine bellidifolia L. — Сердечник маргаритколистный
- Cardamine bulbifera (L.) Crantz — Сердечник луковичный
- Cardamine flexuosa With. — Сердечник извилистый[2]
- Cardamine hirsuta L. — Сердечник жёстковолосистый[2] или Сердечник шершавый[4]
- Cardamine impatiens L. — Сердечник недотрога[2]
- Cardamine leucantha (Tausch) O.E.Schulz — Сердечник белоцветковый[5]
- Cardamine lyrata Bunge — Сердечник лировидный[2]
- Cardamine macrophylla Willd. — Сердечник крупнолистковый
- Cardamine parviflora L. — Сердечник мелкоцветковый
- Cardamine pedata Regel & Tiling — Сердечник стоповидный
- Cardamine pentaphyllos L. — Сердечник пятилистный, или Зубянка пятилистная
- Cardamine pratensis L. typus[1] — Сердечник луговой
  - Cardamine pratensis subsp. paludosa (Knaf) Celak. — Сердечник зубчатый[6]
- Cardamine purpurea Cham. & Schlecht. — Сердечник пурпурный
- Cardamine tangutorum O.E.Schulz — Сердечник тангутский[5]
- Cardamine uliginosa M.Bieb. — Сердечник болотный
- Cardamine victoris N.Busch — Сердечник Виктора